# Софийская площадь (Санкт-Петербург)
Софийская площадь — неофициальное название площади во Фрунзенском районе на пересечении улиц Белы Куна и Софийской, по названию которой и получила своё название.